# Рахманкулов, Дилюс Лутфуллич
Рахманкулов Дилюс Лутфуллович (20 августа 1939 — 9 августа 2008) — советский химик-органик, академик АН РБ (1991), доктор химических наук (1975), профессор (1976), заслуженный деятель науки и техники БАССР (1981).

## Биография
Рахманкулов Дилюс  родился 20 августа.1939 год. в селе Ново-Мусино Шарлыкского района  Чкаловской (ныне Оренбургской) области.
В     1962 году окончил Уфимский нефтяной институт.  После окончания института работал преподавателем Уфимского нефтяного техникума (1962–1968); старшим преподавателем (1968–1969), доцентом (1969–1971), зав.  кафедрой (1971–1993), проректором по научной работе (1977–1993) Уфимского нефтяного института; с 1993 г. ведущий научный сотрудник НИИ малотоннажных  химических продуктов и реактивов; научный руководитель ГНТП в области химии и химической технологии Минобразования РФ.
Рахманкулов - химик-органик, академик АН РБ (1991), доктор химических наук (1975), профессор (1976).
Научные направления в которых работал Рахманкулов : превращения ацеталей, ортоэфиров и их гетероаналогов; механизмы химических реакций, строение и реакционная способность промежуточных активных  частиц, стереохимия образующихся продуктов.
В результате его работ были  получения новыех эффективные ингибиторов коррозии металлов, реагенты для нефтедобычи, материалы волоконной оптики, полиграфии, ядерной энергетики, радиоэлектроники, техники специального назначения. Всего в промышленное производство внедрено  более 500 разработок. Разработки демонстрировались на международных выставках, на ВДНХ СССР, отмечены медалями и  дипломами.
Рахманкулов создал государственное издательство научно-технической литературы «Реактив»,  которое  издает журналы «Башкирский химический журнал» (с 1993 г.), «История науки и техники (с 2004 г.); государственный инженерный центр «Реактив», НИИ тонкого органического синтеза, ГУП «Уфареактив», 4 отраслевые научно-исследовательские лаборатории Минхимпрома, проблемную лабораторию по реагентам для нефтеотдачи пластов; создал и возглавлял ГНТП «Реактив», более 20 лет объединявшую работу свыше 120 вузов и НИИ СССР в области малотоннажных химических продуктов, реагентов и особо чистых веществ.
Один из организаторов АН РБ.
Среди его учеников более 40 докторов и 200 кандидатов наук.
Состоял в Отделении химии (химико-технологических наук) АН РБ.

## Труды
Д. Рахманкулов - автор более 2500 научных трудов и 120 монографий, более 600 авторских свидетельств и патентов.
Он был Главным редактором журналов «Башкирский химический журнал», «История науки и техники». Председатель Башкирского правления ВХО имени Д.И. Менделеева (1979–1992).
Реакция ацеталей, ортоэфиров и их аналогов с кремнийорганическими соединениями. Уфа: Реактив, 1997 (соавтор).
Ингибиторы коррозии. Т. 1: Основы теории и практики применения. Уфа: Реактив, 1997 (соавтор).
Интенсификация химических процессов в научных исследованиях и промышленности под воздействием микроволнового излучения. М.: Химия, 2003 (соавтор, ред.).
Эпихлоргидрин. Методы получения, физические и химические свойства, технология производства. М.: Химия, 2003 (соавтор, ред.).
Ингибиторы коррозии. В 4 т. Т. 3: Основы технологии получения и применения ингибиторов коррозии. М.: Интер, 2005 (соавтор).

## Награды и звания
Награждён Большой зол. медалью Всемирной выставки изобретателей и рационализаторов (1985, Болгария).